# Rhipidia (Rhipidia) pallidipes
Rhipidia (Rhipidia) pallidipes is een tweevleugelige uit de familie steltmuggen (Limoniidae). De soort komt voor in het Afrotropisch gebied.